# حمیدرضا یراقچیان
حمیدرضا یراقچیان (زادهٔ ۲۸ مهر ۱۳۴۶ تهران) آهنگساز، بازیگر و تهیه‌کننده اهل ایران است.

## زندگی‌نامه
حمیدرضا یراقچیان دارای سابقه فعالیت فرهنگی و هنری از قبیل نوازندگی، آهنگسازی، بازیگری و تهیه‌کنندگی در بسیاری آثار سینمایی و تلویزیونی می‌باشد، از جمله این آثار می‌توان به سریال کارآگاه علوی۲ اشاره نمود که علاوه بر بازیگری و آهنگسازی، تهیه‌کنندگی این مجموعه تلوزیونی را نیز عهده‌دار بود. عضو کانون آهنگسازان سینمای ایران و ساز تخصصی وی پیانو است. وی همچنین دارای تخصص در زمینه موسیقی الکترونیک است.

## فعالیت‌های هنری
برخی از فعالیت‌های وی در زمینه آهنگسازی موسیقی فیلم، سریال تلویزیونی، تهیه‌کنندگی و بازیگری بدین شرح است:

### فیلم‌های سینمایی
| نام فیلم                | کارگردان        | تهیه‌کننده          |
| ----------------------- | --------------- | ------------------ |
| شب یلدا                 | کیومرث پوراحمد  | مؤسسه فرهنگ تماشا  |
| زمزمه بودا              | حسین قاسمی جامی | علی اصغر اوجانی    |
| تولدی دیگر              | عباس رافعی      | عباس رافعی         |
| تلافی                   | سعید اسدی       | یدالله شهیدی       |
| یک مرد یک شهر           | حسن هدایت       |                    |
| پر جبرئیل               | حسین قاسمی جامی |                    |
| پریا                    | حسین قاسمی جامی |                    |
| حرکت اول                | فرهاد نجفی      | مرتضی شایسته       |
| چارسو                   | فرهاد نجفی      | فرهاد نجفی         |
| در دوردست               | مهرداد متولی    |                    |
| بنام گل سرخ             | فیاض موسوی      |                    |
| دونژوان کرج             | حسن هدایت       |                    |
| گرداب                   | حسن هدایت       | حسن هدایت          |
| آزادی سرخ               | حسین قاسمی جامی | ناصر شفق           |
| فریاد در شب             | کریم رجبی       | هایده رزم آور      |
| شهر بیدار               | مجید جوانمرد    | محمدرضا ایزدی یکتا |
| خانم بزرگ خواب می‌بیند   | مهرداد متولی    |                    |
| کشتی ارواح              | فیاض موسوی      |                    |
| تنها دلخوشی من          | حسین عامری      |                    |
| خاطرات گمشده            | حمیدرضا صلاحمند |                    |
| ستاره خاموش             | محسن شاه محمدی  |                    |
| به بادبادکها شلیک نکنید | حسین قاسمی جامی |                    |
| ساخت چین                | سعیده دلیلیان   |                    |
| کتیبه                   | حسین قاسمی جامی |                    |
| ریست                    | محمدرضا لطفی    | سید امیر سید زاده  |

### سریال‌های تلویزیونی
| نام فیلم           | کارگردان        | تهیه‌کننده          |
| ------------------ | --------------- | ------------------ |
| کلانتر             | محسن شاه محمدی  | اصغر زایری         |
| یکی مثل من         | محسن شاه محمدی  | سید جمال ساداتیان  |
| تصمیم نهایی        | محسن شاه محمدی  | منوچهر پوراحمد     |
| گارد ساحلی         | محسن شاه محمدی  | هومن کبیری         |
| مهر و ماه          | فیاض موسوی      |                    |
| دیروز، امروز، فردا | مسعود شاه محمدی |                    |
| هنگامه             | مجید جوانمرد    | محسن شایان فر      |
| ما چند نفر         | فیاض موسوی      | محمد رضایی         |
| بچه‌های بهشت        | حسین قاسمی جامی | بنیاد سینمایی شاهد |
| کارآگاه علوی ۲     | حسن هدایت       | حمیدرضا یراقچیان   |
| مادر               | مسعود فروتن     | شعبانعلی اسلامی    |
| به رنگ خاک         | حسن لفافیان     | سعید بشیری         |

### فیلم‌های مستند و سایر آثار
| نام اثر                            |
| ---------------------------------- |
| تاریخ سینما (حسن هدایت)            |
| خفاش شب (مجتبی راعی)               |
| سریال طلای ایران (مجتبی راعی)      |
| عاشورا آیین شیعی (مجتبی راعی)      |
| هنر و کار (انتشارات علمی فرهنگی)   |
| موسیقی کتاب گویای "چنین گفت زرتشت" |

### سوابق بازیگری
| نام فیلم           | کارگردان        | تهیه‌کننده        |
| ------------------ | --------------- | ---------------- |
| کارآگاه علوی ۲     | حسن هدایت       | حمیدرضا یراقچیان |
| ما چند نفر (سریال) | فیاض موسوی      | محمد رضایی       |
| چارسو (سینمایی)    | فرهاد نجفی      | فرهاد نجفی       |
| فیلم (سینمایی)     | یاشار سربلند    |                  |
| ماتادور (سریال)    | فرهاد نجفی      | جواد نوروزبیگی   |
| کتیبه              | حسین قاسمی جامی |                  |

### تهیه کنندگی
- مجموعه تلویزیونی کارآگاه علوی۲.[۱۵][۱۶]

## نگارخانه

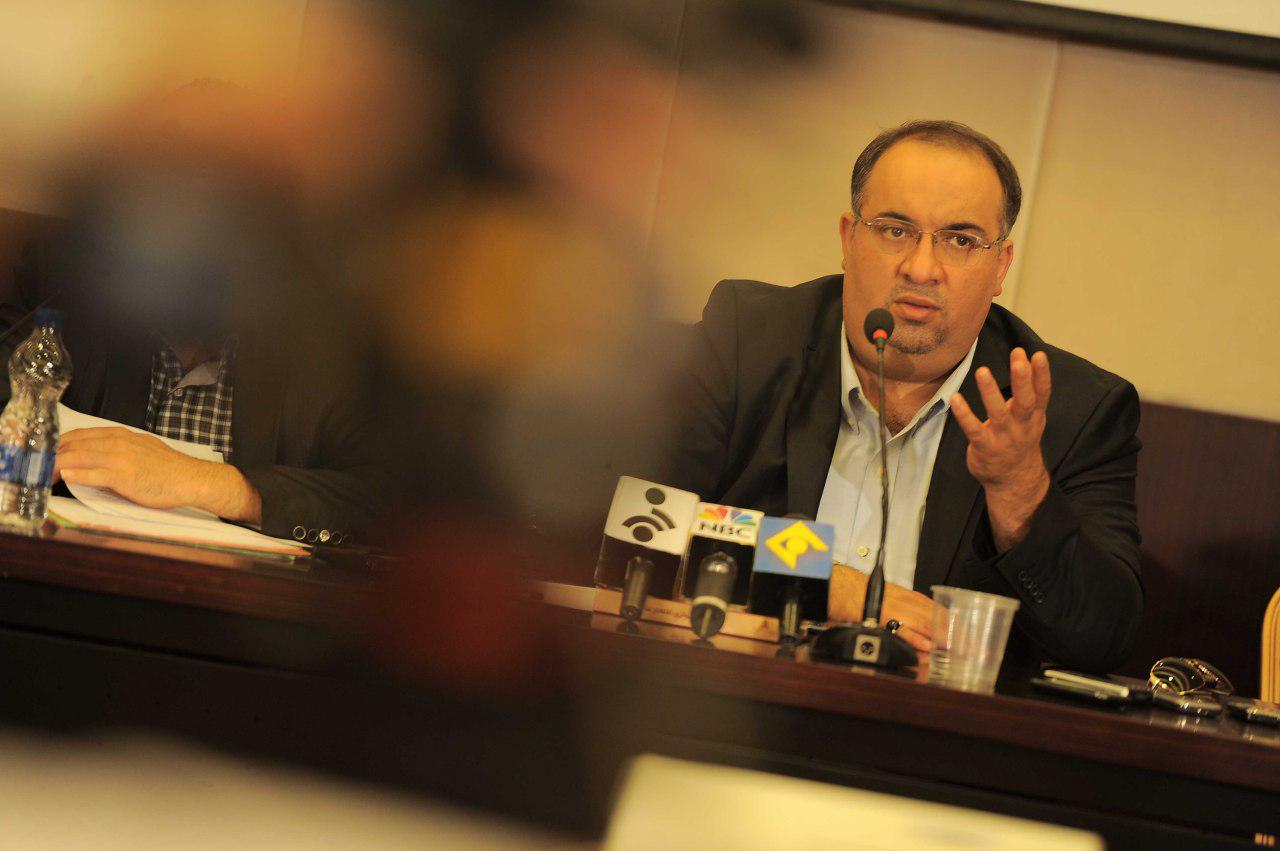
نشست خبری فیلم کارآگاه علوی۲
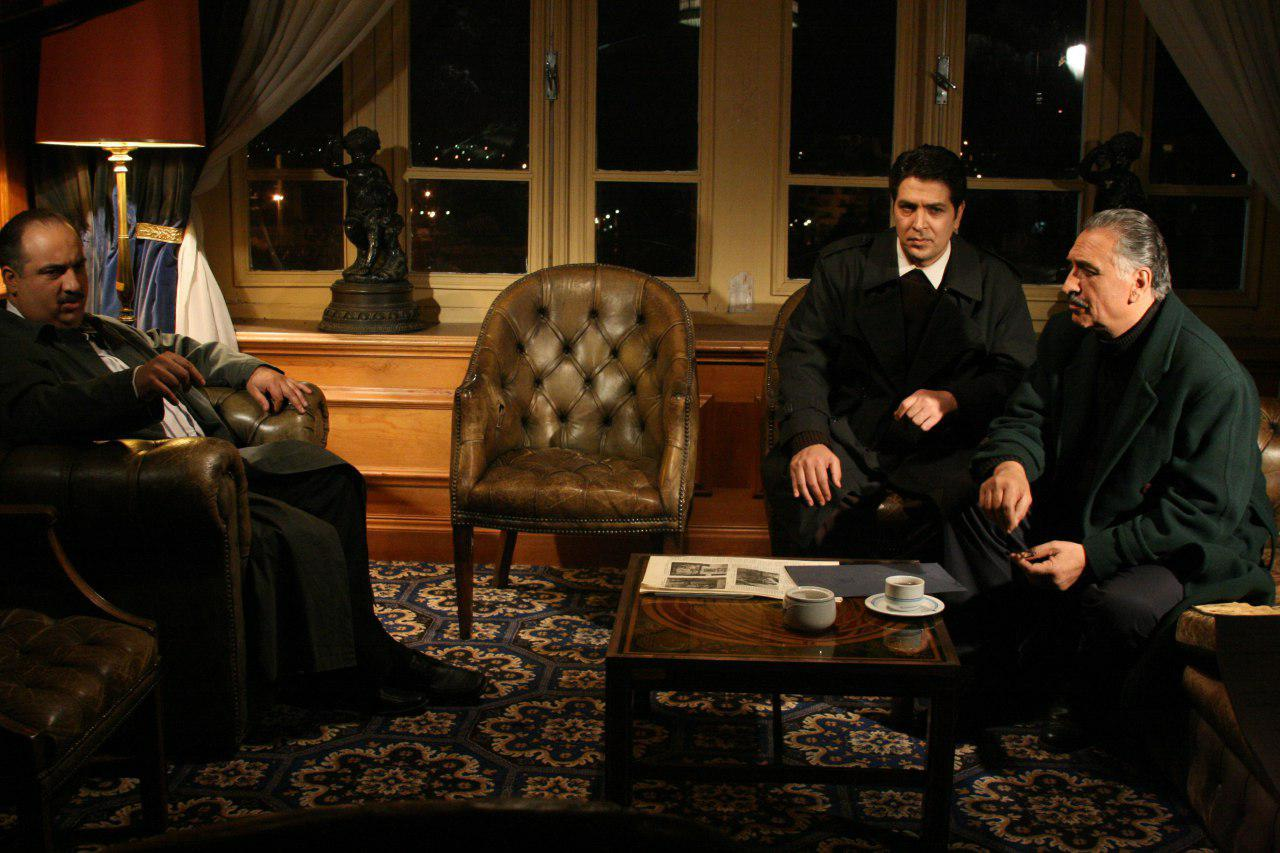
نمایی از فیلم کارآگاه علوی۲
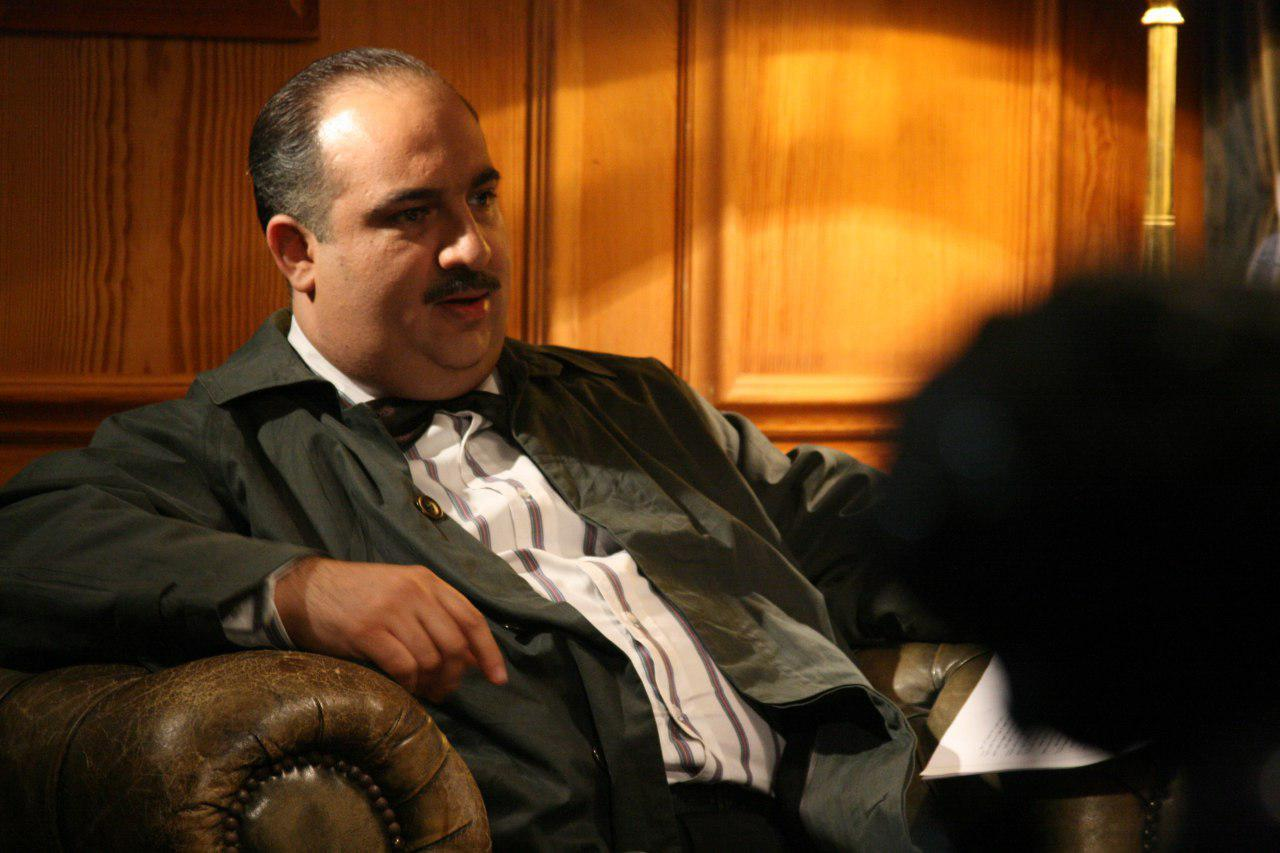
نمایی از فیلم کارآگاه علوی۲
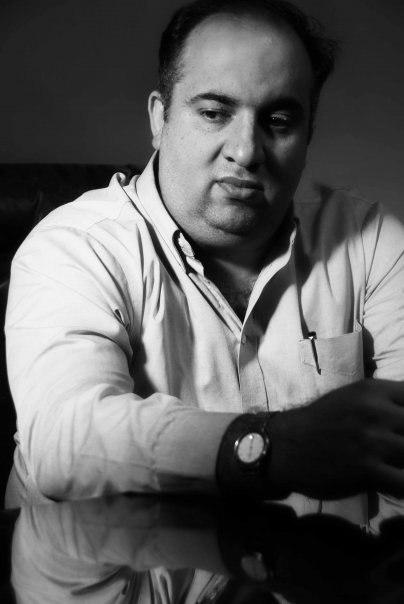
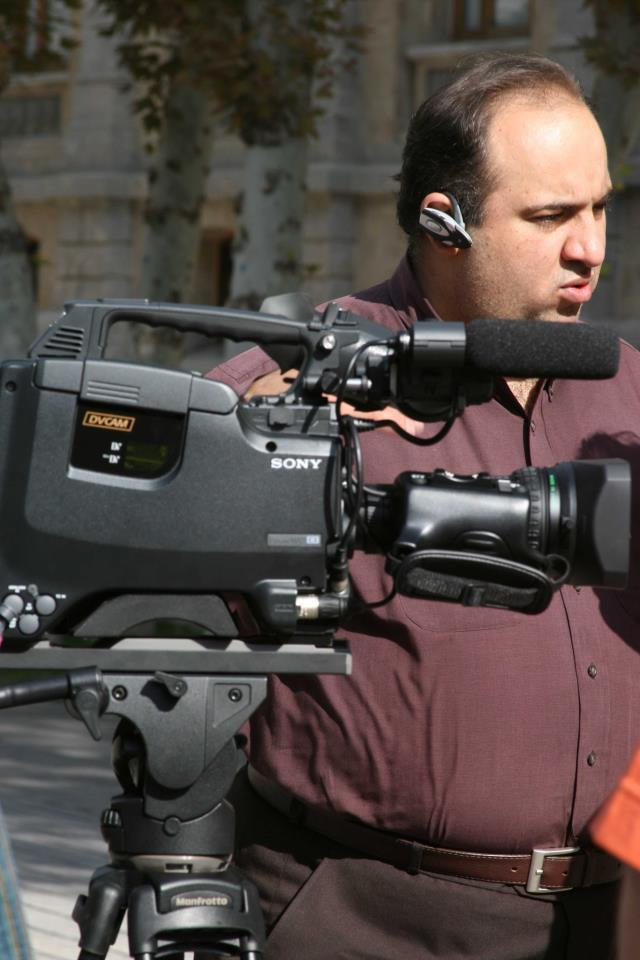